# René Barjavel
René Barjavel (Nyons, 24 gennaio 1911 – Parigi, 24 novembre 1985) è stato uno scrittore, giornalista, sceneggiatore e dialoghista francese, noto soprattutto per i suoi romanzi di fantascienza.
I suoi romanzi più conosciuti sono Diluvio di fuoco (Ravage, 1943), Il viaggiatore imprudente (Le Voyageur imprudent), La notte dei tempi (La Nuit des Temps) e Il mago M. (L'Enchanteur).

## Biografia
René Barjavel è nato il 24 gennaio 1911 a Nyons, nella Drôme, una regione della Francia sudoccidentale. I genitori, Marie Paget e Henri Barjavel, erano proprietari di una panetteria. Nel 1922 resta orfano di madre e inizia a frequentare il collegio di Nyons per poi trasferirsi, grazie all'interessamento del direttore, nel collegio di Cusset. Dopo il diploma, conseguito nel 1927, si mantiene con vari lavori, tra cui l'agente immobiliare e l'impiegato di banca.
A diciotto anni riesce a ottenere un impiego in un quotidiano di Moulins, «Progrès de l'Allier», dove sviluppa la passione per il mestiere di giornalista che lo accompagnerà per tutta la vita. Il lavoro di redazione gli consente di prendere parte alla vita culturale della regione, e in seguito a una conferenza su Colette tenuta il 21 febbraio 1934 a Vichy e il 13 marzo seguente a Moulins, Barjavel pubblica il suo primo libro, il saggio Colette à la recherche de l'amour.
Durante un'altra conferenza organizzata a Vichy, Barjavel fa l'incontro che gli cambierà la vita, quello con l'editore Robert Denoël. Nel 1935, Barjavel si trasferisce a Parigi per lavorare presso le Éditions Denoël. Nel frattempo, continua a collaborare con varie riviste come critico cinematografico.
Nel 1936 sposa Madeleine de Wattripont, con la quale ha due figli: Renée e Jean, nati rispettivamente nel 1937 e 1938.
Partecipa alla campagna di Francia nel reggimento degli zuavi. Congedato nel 1940, fonda la rivista letteraria l’Écho des étudiants a Montpellier e poi fa ritorno a Parigi, riprendendo il suo posto presso Denoël.
Ed è proprio nella Parigi occupata dai nazisti che pubblica il suo primo romanzo di fantascienza, Ravage (1943, pubblicato per la prima volta in italiano nel 1957 come Diluvio di fuoco), che lo consacra come uno dei precursori della fantascienza francese del dopoguerra. Nello stesso anno pubblica il suo secondo romanzo di questo filone, Il viaggiatore imprudente (Le Voyageur imprudent), in cui appare per la prima volta il paradosso del nonno.
Nel 1944 pubblica il visionario Cinema totale. Saggio sulle forme future del cinema (Cinéma total. Essai sur les formes futures du cinéma), in cui Barjavel anticipa le strade percorse dal cinema contemporaneo (come ad esempio il cinema 3D, i film senza pellicola e l'archiviazione su disco) e prevede l'impatto sconvolgente che avrebbero avuto gli allora embrionali mezzi di comunicazione di massa (radio, cinema e tv) sulla vita dell'uomo.
Dopo la Liberazione di Parigi non sfugge al clima di sospetto dell’epoca e viene accusato di collaborazionismo dal Comité national des écrivains (CNE) nel 1944-1945; sarà scagionato da ogni accusa grazie a una lettera di Georges Duhamel. Inoltre il comitato, con le medesime motivazioni, fa dimettere dal proprio incarico l’editore Robert Denoël e Barjavel dirigerà di fatto la casa editrice fino all’assassinio di Denoël, avvenuto il 2 dicembre 1945.
Dopo la guerra, Barjavel porta avanti parallelamente le attività di giornalista, critico cinematografico, romanziere e sceneggiatore. Nel 1946 pubblica un romanzo d’amore, Tarendol, di cui Julien Duvivier acquisì i diritti cinematografici per poi girare un adattamento televisivo nel 1980.
Nel 1947 Barjavel firma la sua prima sceneggiatura e scrive il suo primo dialogo per il film di Georges Régnire Paysans noirs. Barjavel interrompe la carriera di romanziere per dedicarsi alla settima arte. Adattatore, sceneggiatore e dialoghista, lascia un’impronta profonda in numerosi film, tra cui la serie di Don Camillo, I miserabili di Jean-Paul Le Chanois e Il montone a cinque zampe di Henri Verneuil. Firma inoltre la regia di svariati cortometraggi.
Dopo questo lungo intermezzo in cui si dedica esclusivamente al cinema, nel 1968 René Barjavel pubblica La notte dei tempi (La Nuit des temps), riscuotendo un successo straordinario che dura ancora oggi. Da quel momento ogni suo nuovo romanzo non fa che aumentare il numero dei suoi adepti, di cui diventa oggetto di spassionata devozione.
Barjavel riprende anche la carriera giornalistica con una rubrica sul «Journal du dimanche». Inoltre, è autore di canzoni e nel tempo libero si dedica alla fotografia a colori. Nel 1978 alcuni dei suoi scatti sono stati raccolti da Presses de la Cité nel volume Les fleurs, l'amour, la vie.
Nel 1984, scavallando le barriere della fantascienza, pubblica Il mago M. (L’Enchanteur), riscrittura moderna della saga dei cavalieri della Tavola Rotonda, alimentando ulteriormente il suo mito.
Barjavel muore a Parigi il 24 novembre 1985.

## Tra epica e fantascienza: le opere di René Barjavel
I romanzi di Barjavel Diluvio di fuoco (1943) e Il viaggiatore imprudente (1944) sono stati ascritti al genere della fantascienza soltanto a posteriori, poiché il termine non era ancora utilizzato in Francia, dove si parlava di «romanzo scientifico» per le opere di Jules Verne oppure di «romanzo di anticipazione» per quelle di J.-H. Rosny Aîné, Albert Robida e Maurice Renard. Ciononostante, in questi due romanzi Barjavel sviluppa molte delle idee che caratterizzeranno la fantascienza nel corso degli anni ’50: apocalisse, fine del mondo, viaggio nel tempo, ritorno alla barbarie e altre catastrofi imputabili a una tecnologia alienante o impiegata nel modo sbagliato.
Diluvio di fuoco è il romanzo apocalittico diventato una pietra miliare nella storia della fantascienza francese. Barjavel vi descrive, con un acuto senso della satira, una civiltà del ventunesimo secolo – il romanzo è ambientato nel 2052 – che vive in un mondo quasi totalmente meccanizzato. L’umanità non ha soltanto tratto benefici dalle meraviglie della tecnologia ma ne è anche totalmente dipendente. Quando, però, la scomparsa improvvisa dell’elettricità mette bruscamente fine alla meccanizzazione ne consegue una spaventosa disgregazione sociale, in cui riaffiorano istinti primordiali e la brutalità della legge del più forte. Il protagonista si sposta nel sud della Francia con la moglie e uno sparuto gruppo di sopravvissuti, dove dà vita a una nuova società basata sull’agricoltura e organizzata in modo tale da evitare la follia di una futura dipendenza dell’uomo dalle macchine.
Barjavel è uno scrittore totalmente immerso nel proprio tempo: le sue stesse inquietudini emergono nelle opere di altri scrittori suoi contemporanei, come ad esempio nel saggio La Francia contro la civiltà degli automi  di Georges Bernanos o ne La crisi del Mondo moderno di René Guénon. In Diluvio di fuoco sono presenti i tratti essenziali dei romanzi di fantascienza sociologica oltre ai temi dell’invasione barbarica e del survivalismo, mentre l’aspetto anti-tecnologico del romanzo richiama alla mente la produzione di Ray Bradbury. Diluvio di fuoco testimonia la preoccupazione di cui Barjavel verso un utilizzo sconsiderato della scienza e alla tecnica, di cui percepisce gli effetti negativi nelle sfilate dei carrarmati, nei bombardamenti e nell'orrore delle due guerre mondiali; allora profetizza una sorta di ritorno a un passato idealizzato, pur sapendo che sarà tutto vano, come testimonia la fine del romanzo.
Il viaggiatore imprudente è un romanzo di pura fantasia e dallo spietato umorismo, che precede la fantascienza degli anni ’50 nell’esposizione del cosiddetto «paradosso temporale». La trama si articola intorno all’invenzione di una sostanza chimica che permette di viaggiare nel tempo. Saint-Menoux, il protagonista, compie svariati viaggi nel futuro e descrive cosa vi ha trovato all’inventore del composto chimico, costretto su una sedia a rotelle. L’umanità è cambiata radicalmente e ha scoperto nuove forme di adattamento: Barjavel coglie l'occasione per esporre una divertente e delirante rilettura delle tesi evoluzioniste. Verso la fine del romanzo, Saint-Menoux viaggia nel passato, compiendo l’errore fatale che crea un paradosso temporale. Questo romanzo è legato a Diluvio di fuoco poiché il lontano mondo del futuro visitato dal viaggiatore del tempo è proprio quello che segue alla catastrofe del 2052.
Nel 1948, in piena Guerra fredda, Barjavel pubblica Le Diable l'emporte, in cui affronta la questione, di grande attualità in quel periodo, della terza guerra mondiale. Questo tema sarà uno dei preferiti della science fiction americana del dopoguerra, come ad esempio Cronache del dopobomba di Philip K. Dick e Io sono leggenda di Richard Matheson. Barjavel utilizza lo humour nero per ravvivare il genere della fantascienza sociologica, raccontando i mezzi che l’umanità impiega per autodistruggersi, che non si limitano alle armi nucleari, e le derive dovute agli eccessi dell’agricoltura industriale.
Gli anni ’60 vedono Barjavel in linea con le idee del Maggio francese, evocate nel romanzo La notte dei tempi (1968), che affronta il tema della guerra totale. L'efficacia narrativa di quest'opera, che prende vita da una sceneggiatura proposta ad André Cayatte – progetto naufragato per mancanza di fondi – beneficia dell’influsso dell'esperienza cinematografica di Barjavel. Inoltre, è stato il primo libro di fantascienza a ottenere un prestigioso premio letterario in Francia (Prix des libraires). La notte dei tempi prende le mosse da una spedizione scientifica francese mandata in Antartide per effettuare dei rilevamenti sotto la superficie glaciale. I ricercatori fanno una scoperta incredibile: le sonde registrano un segnale proveniente dal sottosuolo. Viene subito creata una missione internazionale per svelare il mistero. Dopo aver scavato freneticamente sotto la calotta polare, gli scienziati rinvengono una capsula che contiene un uomo e una donna in stato di ibernazione da quasi un milione di anni. In questo racconto ricco di scene d’azione dal taglio cinematografico le speranze si uniscono alle angosce e, alla fine, la posta in palio diventa la stessa sorte del mondo. Attraverso la messa in scena di un dramma universale, il destino condurrà Éléa e Païkan, i due esseri provenienti dal passato, verso il grande mito leggendario degli amanti beati e maledetti, accanto a Romeo e Giulietta, Tristano e Isotta e a tutti coloro che la morte non è riuscita a separare.
La notte dei tempi condensa i temi più cari a Barjavel: la promessa di un mondo nuovo, la descrizione di una società perfetta, l’amore immacolato. Difatti nei suoi romanzi, oltre a scandagliare gli effetti nefasti del progresso, quei sottili pericoli che provengono da un uso incontrollato della tecnologia che scalfisce la vitale capacità di adattamento del genere umano, Barjavel esamina l’essere umano attraverso la lente dell’amore, visto come una possibile fonte di salvezza dall'autodistruzione. La lezione che ne deriva è chiara: se si vogliono evitare gli eventi catastrofici che concludono La notte dei tempi, non bisogna commettere gli stessi errori.
Nel 1984 Barjavel pubblica Il mago M., una riscrittura del ciclo arturiano. La narrazione ruota intorno alla figura di mago Merlino, del quale viene offerto un ritratto inedito: personaggio fallibile e complesso, follemente innamorato di Viviana, reprime i propri desideri per perseguire uno scopo più alto, guidare la Ricerca del Graal. Ne Il mago M. la storia d'amore tra Viviana e Merlino si interseca attraverso espedienti narrativi al racconto delle imprese di re Artù e dei suoi cavalieri. Barjavel ha reinterpretato il materiale arturiano restando fedele allo spirito dei testi della tradizione – in particolare le opere di Goffredo di Monmouth, Chrétien de Troyes e Robert de Boron – e dando allo stesso tempo nuova linfa vitale al ciclo bretone. Il riuscito intreccio di tradizione e innovazione, l'abile commistione di toni – epico e umoristico – e l'uso di ingegnosi anacronismi inseriscono questo romanzo nel solco di opere quali Un americano alla corte di re Artù di Mark Twain.
Il mago M., pubblicato poco prima della sua scomparsa, può essere considerato il testamento letterario di René Barjavel.

## Opere
- Colette à la recherche de l'amour, Moulins, la Nouvelle Province Littéraire, 1934.
- Roland, le chevalier plus fier que le lion, Paris, Éditions Denoël, 1942.
- Ravage, Paris, Éditions Denoël, 1943 (prima edizione italiana: Diluvio di fuoco, traduzione di Patrizio Dalloro, Urania 156, Milano, Arnoldo Mondadori Editore, 1957; edizione integrale: Sfacelo, traduzione di Claudia Romagnuolo e Anna Scalpelli, Roma, L'orma editore, ottobre 2019, ISBN 978-88-997-9393-7).
- Le Voyageur imprudent, Paris, Éditions Denoël, 1944 (in italiano Il viaggiatore imprudente, traduzione di Doriana Comerlati e Giulio Lupieri, Milano, Garzanti, 1999, ISBN 978-88-116-6326-3).
- Cinéma total. Essai sur les formes futures du cinéma, Paris, Éditions Denoël, 1944 (in italiano Cinema totale. Saggio sulle forme future del cinema, traduzione di Francesca Ribes Sappa, Roma, Editori Riuniti, 2001, ISBN 978-88-359-5044-8).
- La Fée et le soldat, Paris, Éditions France-Empire, 1945.
- Tarendol, Paris, Éditions Denoël, 1946 (in italiano Tarendol, traduzione di Claudia Romagnuolo, Roma, L'orma editore, 2023, ISBN 979-12-547-6011-6).
- Les enfants de l’ombre. Contes étranges et nouvelles, Paris, Le Portulan, 1946 (il racconto Béni soit l'atom è stato tradotto in italiano da Giorgio Monicelli, Benedetto sia l'atomo, «Visto Anno VII» n. 51, Milano).
- Le diable l'emporte, Paris, Éditions Denoël, 1948.
- Journal d'un homme simple, Paris, Frédéric Chambriand, 1951.
- Collioure, Paris, Éditions de la Ruche, 1953 (disegni di Willy Mucha, testi di René Barjavel e Henry-François Rey).
- Jour de feu, Paris, Éditions Denoël, 1957.
- Colomb de la Lune, Paris, Éditions Denoël, 1962 (Prix Alphonse Allais 1963).
- La faim du tigre, Paris, Éditions Denoël, 1966.
- La Nuit des temps, Paris, Presses de la cité, 1968 (Prix des libraires 1969) (in italiano La notte dei tempi, traduzione di Paulette Peroni, Milano, Edizioni Nord, 1975 e 2006; La notte dei tempi, traduzione di Claudia Romagnuolo e Anna Scalpelli, Roma, L'orma editore, 2020, ISBN 9788831312301).
- Les chemins de Katmandou, Paris, Presses de la cité, 1969.
- Les Années de la lune, Paris, Presses de la cité, 1972.
- Le grand secret, Paris, Presses de la cité, 1973 (Prix Maison de la Presse 1973).
- Le Prince blessé, Paris, Flammarion, 1974.
- Les Dames à la licorne, con Olenka de Veer, Paris, Presses de la cité, 1974.
- Les Années de la liberté, Paris, Presses de la cité, 1975.
- Si j’étais Dieu…, Paris, Éditions Garnier, 1976.
- Les Années de l'homme, Paris, Presses de la cité, 1976.
- Brigitte Bardot, amie des animaux, Paris, Éditions Nathan, 1976.
- Les Jours du monde, con Olenka de Veer, Paris, Presses de la cité, 1977.
- Lettre ouverte aux vivants qui veulent le rester, Paris, Albin Michel, 1978.
- Les fleurs, l'amour, la vie…, Paris, Presses de la cité, 1978.
- La charrette bleue, Paris, Éditions Denoël, 1981 (Prix Saint-Simon 1980).
- Une rose au paradis, Paris, Presses de la cité, 1981.
- La Tempête, Paris, Éditions Denoël, 1982.
- L'Enchanteur, Paris, Éditions Denoël, 1984 (in italiano Il mago M., traduzione di Anna Scalpelli, Roma, L’orma editore, 2019, ISBN 978-88-997-9378-4)
- La peau de César, Paris, Mercure de France, 1985.
- Demain le paradis. La véritable histoire de l'homme va commencer, Paris, Éditions Denoël, 1986 (postumo).

## Filmografia parziale
- Donne senza nome, regia di Géza von Radványi, 1950 (sceneggiatore).
- Don Camillo, regia di Julien Duvivier, 1952 (sceneggiatore).
- Il ritorno di don Camillo, regia di Julien Duvivier, 1953 (sceneggiatore).
- Il montone a cinque zampe, regia di Henri Verneuil, 1954 (sceneggiatore).
- La Terreur des dames, regia di Jean Boyer, 1956 (sceneggiatore).
- L'uomo dall'impermeabile, regia di Julien Duvivier, 1957 (sceneggiatore).
- I miserabili, regia di Jean-Paul Le Chanois, 1958 (sceneggiatore).
- Racconti d'estate, regia di Gianni Franciolini, 1958 (sceneggiatore).
- Totò a Parigi, regia di Camillo Mastrocinque, 1958 (soggetto e sceneggiatura).
- La gran vita, regia di Julien Duvivier, 1960 (sceneggiatore).
- Le tentazioni quotidiane, regia di Julien Duvivier, 1962 (sceneggiatore).
- Katmandu, regia di André Cayatte, 1969 (soggetto).